# Kalamitäten (1961)
Kalamitäten ist eine sehr kostengünstig hergestellte, deutsche Filmkomödie aus dem Jahre 1961 des Göttinger Schauspielers Alwin Woesthoff, besetzt mit damals weitgehend unbekannten Theaterschauspielern. Woesthoff verfasste auch die Bühnenvorlage, eine Boulevardkomödie. (Zur Wort-Erklärung siehe 'Kalamität')

## Handlung
Im Hause von Irrenarzt Professor Frank Colin geht es ziemlich verrückt zu. Leute, die hier nichts zu suchen haben, gehen ein und aus. Colins Assistenzarzt Peter verirrt sich des Nachts aus Versehen ins Schlafzimmer der Gattin seines Chefs, der gerade aushäusig ist. Madame glaubt, dass es sich bei ihm um einen Einbrecher und Dieb handeln müsse, der es auf ihre Juwelen abgesehen habe. Die Schmuckkassette wird dann tatsächlich auch gestohlen, nur nicht von dem medizinischen Irrgänger, sondern vielmehr von Colins Stieftochter Kitty, die am vorangegangenen Tag mit dem Assistenzarzt unter einer Trauerweide busselte und nun glaubt, ihr Peter würde mit Frau Mama fremdgehen.
Dann platzt auch noch die Barsängerin Melanie Steffen ins Geschehen, weil sie, wie sie sich zweideutig ausdrückt, von Frank „wieder glücklich machen lassen“ möchte. Während Colin mit seinem Assistenzarzt Peter gerade ein Hühnchen rupfen will, erscheint Kitty mit den verschwundenen Pretiosen und gesteht keck, dass sie die Kassette aus Eifersucht habe mitgehen lassen, da sie Beate und Peter im Boudoir zusammen sah und glaubte, er würde ihr untreu sein. Die 'Kalamitäten' haben überhandgenommen, und man einigt sich darauf, dass eigentlich nur der Hausherr an all dem Durcheinander schuld habe, weil er grundsätzlich nicht richtig zuhöre und andere nicht ausreden lasse. Die „Affäre“ zwischen Beate und Peter, die keine war, ist geklärt, und Kitty und Peter können sich endlich näher kommen.

## Produktionsnotizen
Kalamitäten wurde für nur 300.000 DM Produktionskosten in Göttingen (u. a. im Filmatelier Göttingen) hergestellt und am 21. September 1961 in Hannovers Regina-Kino herausgebracht.

## Wissenswertes
Der Produzent des Films Kurt Krause war ein Newcomer in diesem Bereich. Der Göttinger hatte sich bis dahin ausschließlich einen Namen als Kinobesitzer gemacht und wollte, wie Der Spiegel in seiner Ausgabe vom 11. Oktober 1961 befand, mit diesem (und weiteren geplanten, jedoch nie realisierten) Filmen beweisen, dass man einfache Geschichten für sehr viel weniger Geld als bisher in der Bundesrepublik produzieren könne. Er sorgte für sehr kostengünstige Produktionsumstände und verzichtete komplett auf bekannte Filmdarsteller. Die engagierten Schauspieler stammten überwiegend vom Theater (Hamburger Thalia-Theater, Deutsches Theater Göttingen etc.) und verfügten bislang nur selten über größere Filmerfahrungen. Es war auch Alwin Woesthoffs einzige Filmregie.

## Kritiken
Das Film-Telegramm (Hamburg) schrieb 1961, der Film sei „wahrlich kein Meisterwerk“, dafür aber „ansehnlicher als so mancher bramarbasierende deutsche Konsum-Großfilm.“
Die Zeit befand: „Die nicht immer glaubhaften Verwicklungen (sprich: Kalamitäten) bringt der Autor-Regisseur abwechselnd mit komödiantischen Einfällen, tieferen Gedankengängen und – oberflächlichen technischen Effekten. Die Kameraführung versucht, ungenaue Ausleuchtung durch zu viel Spiegeleffekte wettzumachen. Zuweilen tritt auch die rhythmische Hintergrundsmusik etwas quälend hervor.“
Der Spiegel schrieb: „Kurt Krause aus Göttingen zeigte, daß das bescheidene Maß an Witz, das deutsche Filmkomödien gemeinhin auszeichnet, auch für rund ein Viertel der brancheüblichen Herstellungskosten geliefert werden kann.“
Im Lexikon des Internationalen Films heißt es knapp: „Schleppende, nur mäßig witzige Komödie.“